# 妊娠検査薬

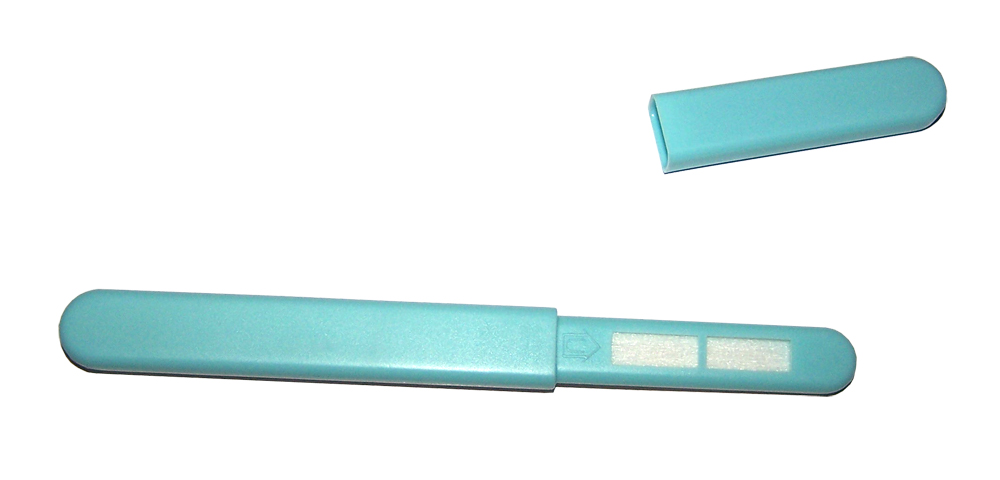
一般的な市販の妊娠検査薬の外見

妊娠検査薬（にんしんけんさやく）とは、妊娠の有無を判定する目的で、尿中のhCG（ヒト絨毛性ゴナドトロピン）に対する反応を調べる試薬である。

## 原理
受精卵が子宮に着床すると、そのまま子宮内膜を保って着床状態を維持するために、卵巣内にある黄体の分解を防いで黄体ホルモンの分泌を継続させるhCG（ヒト絨毛性ゴナドトロピン）が胎盤から分泌される。このhCGは体外へ排出される尿中にも含まれており、妊娠検査薬はそれを検出して陽性の変色反応を示す。
hCGは受精卵の着床が成立してからはじめて分泌され始めるので、胎児が存在しない想像妊娠では、つわり等、あたかも妊娠しているかのような身体症状を呈していたとしても、妊娠検査薬が陽性になることはない。

## 精度
妊娠検査薬のhCG検出感度は閾値20 - 100mIU/mLほどであり、日本で主に市販されている製品は50mIU/mL、早期検査薬として提供されている物は25mIU/mLを検出基準値としている。適切な時期に正しい操作方法で検査すれば判定結果は99％以上の正確性を有するが、後述のとおり種々の原因での誤判定も起こり得るため、妊娠の有無の確定には他の方法も含めた総合的な検査を要する。
病院で妊娠判定のために行われる尿検査も、形状は異なるが、市販品としくみは同様である。病院によって、早い時期に検出できることを重視して感度25mIU/mLのものを使用している場合と、他物質の誤反応による擬陽性を避けて確実に妊娠を見極めるために50mIU/mLレベルのものを使用している場合とがある。
妊娠検査薬での陽性反応は、エコーで子宮内の胎嚢が見えるようになるよりも先駆けて観察され、現代において科学的な方法で妊娠を検知する最も早い手段として用いられている。なお、hCGの検査には血中濃度を定量する方法もあり、尿中よりもさらに少ない量から検出できるため、稽留流産などが疑われる場合の経過の推移を見守るのに役立つが、一方で、非常に敏感で妊娠判定が微妙な時点でも陽性と出る場合があることから、妊娠の有無を診断する際にはまずは尿検査の方から行うのが通常である。

## 使い方

### 時期

#### 早期検査薬
hCGへの反応下限値が25mIU/mLに設定されており、順調に増加していけば、着床（=排卵の約9±2日後）から3日程度でこの水準に達する。よって、排卵の12±2日後あたりから陽性反応が検出できるようになると考えられるが、個人差を考慮し、遅い方に合わせて以下の時期を使用の目安としている。
- 推定排卵日もしくは性交日の2週間後以降
  - 基礎体温などからその周期の排卵日と思われる日が特定できるなら、そこから14日後以降に検査する。
  - とある性交での妊娠を想定して検査する場合は、もしその性交で妊娠するなら（たとえ普段の周期から予想される排卵時期とは大幅に異なっていたとしても）実際の排卵もその付近で行われていたということになるので、便宜的にとりあえず性交日≒排卵日と仮定して、その14日後以降に検査する。この方法では、当該性交日より後にも性交渉を持っている場合は、そちらの性交での妊娠はまだ判明しない可能性がある。

- 生理予定日（=排卵の約2週間後）以降
  - 正確な排卵日推定ができる方法をとっておらず、かつ、周期中の性交回数も多くてどれで妊娠しているか不明な場合は、ひとまず普段の周期どおりの時期に排卵が行われたものと見なして、生理予定日以降に検査する。正常な月経が行われている女性なら、個々人の生理周期の長さにかかわらず排卵から生理までの期間は14±2日で一定だからである。ただし、この方法はあくまで普段どおりに排卵が行われたことを前提にしたものなので、実際の排卵日が予想より遅ければ正しい結果が出ない可能性がある。

早期検査は、「可能であればなるべく早く陽性を拾い上げて妊娠を知る」ことを目的としているため、受精卵の発育が遅れていてhCGの増加速度が鈍いようなケースでは、まだ検査時期が早く、妊娠していても陰性と出ることもある。また、性交日を基準にした検査では、体内で何日か生き延びていた精子が数日後の排卵で受精したような場合、そのぶん着床の成立やhCGの分泌も後日へずれ込むことになる。したがって、早期検査薬を「陰性によって早く妊娠を否定する」目的で使うべきではない。早期検査で陰性であり、そのまま生理も来なかった場合は、通常の時期に再検査するのが望ましい。

#### 通常検査薬
hCGへの反応下限値が50mIU/mLに設定されており、順調に増加していけば、着床から5日程度でこの水準に達する。よって、排卵の14±2日後あたりから陽性反応が検出できるようになると考えられるが、個人差を考慮し、またhCGの増加速度が標準より遅い人も拾い漏れないよう余裕を見て、以下の時期を使用の目安としている。
- 推定排卵日もしくは性交日の3週間後以降
- 生理予定日（=排卵の約2週間後）の1週間後以降
  - 前述の早期検査と同様、あくまで普段の生理周期から推測した時期に排卵が行われたことを前提とした基準日なので、陰性でも検査日の3週間前以降にも性交があるなら、その性交による妊娠の可能性は否定できない。（陰性で、かつ、予定日を超えても月経が到来しなかったということは、少なくとも排卵は普段どおりの時期にはまだ行われていなかったと推察される。）

### 使用手順
日本で市販されている一般的な妊娠検査薬は、蓋のついたスティック状の形をしている。スティックには丸や四角の穴（=「窓」）が開いており、そこに検査時間の終了を示すラインや陽性反応のラインが浮かび上がるようになっている。
- 蓋を外した先端の部分に尿をかけるか、もしくは紙コップ等に採取した尿へ先端を浸すなどして、染み込ませる。
- 蓋を閉め、静かに置いておいて所定の判定時間（1～5分など製品によって異なる）が過ぎるのを待つ。
- 判定時間に達したら、検査の終了を示すラインが出ていることを確認したうえで、判定ラインを見る。終了線が出ていない場合は、かける尿の量が少なかった等による検査失敗なので、その検査薬は廃棄して、新しい検査薬で判定をやり直す。

### 判定
終了ラインや判定ラインの色・形は製品ごとに異なり、終了窓と判定窓にそれぞれ縦線が表れるものや、判定窓に陽性なら「＋」陰性なら「－」が表れるものなど様々なので、説明書の指示に従って読み取る。説明書にある通りの色なら、多少淡めのラインでも陽性と判断してよいが、説明書とは異なる色調だったり、「よく目を凝らしてじっくり見ていると線があるような気もする」といったようなラインは、陰性として扱う。判断に迷うような微妙な濃さなら、無理に一度で見極めようとせず結果を保留し、hCGの増加を待って2～3日後に再検査してみるとよい。また、所定の判定時間以外で見えた線は、正しい結果でない場合がある。
- 尿をかけた直後に一瞬浮き上がり、判定時間には消えていたライン

尿の水分が検査紙に染みた瞬間、試薬を仕込んである箇所が、一時的に他の地色とは違って薄っすら線が浮き出したように見えることがある。このようなものは、所定の判定時間に達した時点ではたいがい消えており、陽性ではない。検査時点で既にhCGが十分に多く分泌されている時期の場合は、判定時間を待たずとも尿をかけた直後からみるみる陽性ラインが現れてくることも多いが、そうしたケースではくっきりとした明らかなラインであり、終了時間に達した時点でもはっきりと残っている。
- 所定の判定時間を大幅に過ぎ、何十分も経ってから表れたライン

俗に「蒸発線」と呼ばれるもので、水分が蒸発していくとき濃縮された尿の成分が線状に残ったり、濃度が上がった尿中の成分に試薬が誤反応して表れたりしたもの。妊娠成立直後でhCGがまだ少ないごく初期には、判定時間を経過してから数分かけて徐々に陽性のラインが表れることもあるが、そういう場合も、あまりにも遅れて出てきたなら、日を置いて再検査してみる方が無難。
なお妊娠の確定診断は、医師が触診や超音波検査から総合的に行うものであり、妊娠検査薬の結果だけで自己判断してはならない。下記のとおり、さまざまな原因で擬陽性・擬陰性が表れる可能性もある。また、妊娠していて陽性が出たとしても、それが正常妊娠かどうかまでは判らないので、市販の妊娠検査薬で陽性を確かめた後は、速やかに産婦人科を受診すること。

#### 擬陽性が出るケース
- 不妊治療でhCG製剤の投与を受けた

5000単位の投与で7日から10日後くらいまでは、体内に残存するhCG製剤に反応して陽性を示す可能性がある。
- 絨毛癌など、hCG産生腫瘍がある
- 流産や中絶から間もない時期

直近まで妊娠していた場合は、経過日数が浅いと、まだhCGが非妊娠レベルまで低下しておらず陽性を示すことがある。
- 閉経した

閉経後の女性では、妊娠とは無関係なhCG擬似物質が分泌されており、弱い陽性反応を示す場合がある。
- 黄体形成ホルモンとの交差反応

排卵期に急増する黄体形成ホルモン(LH)は、hCGと化学的な構造が似通っており、検査薬が誤反応を起こすことがある。
- 重度の糖尿、蛋白尿、血液の混入など

不純物の混濁が多い尿で検査すると、試薬が誤反応を起こす場合がある。

#### 擬陰性が出るケース
- 検査時期がまだ早い
- 尿が薄かった

陽性反応が出始める初期の頃は、水分摂取の過多などで尿が薄まると、十分に反応できるだけのhCG濃度を得られない場合がある。
- 胎児の発育停止・重度の遅滞によるhCGの過少

流産が起き始める前兆、すでに子宮内で胎児が死亡している（稽留流産）など。なお、子宮外妊娠でも胎児が成長を続けていれば陽性反応が出るが、発育が止まったり死亡していたりしてhCGが低下していると、陰性になることもある。
- 胞状奇胎

絨毛組織が異常増殖しており、hCGが極端に多く分泌されているため、試薬が正常に反応せず陰性と出る場合がある。
- hCGのピーク時期、多胎

正常な妊娠経過の場合でも、hCGの量が多すぎると試薬が正常に反応しない可能性もある。一般に妊娠検査薬はhCGがまださほど多くない4～5週目ごろの使用が想定されているが、妊娠初期はhCGが急激に増加していき、10週前後にピークを迎える。遅い時期に妊娠検査薬を使うと、人によってはこのピークの時期に試薬が正常に反応する上限を超えてしまうこともある。また、多胎の場合は、単胎よりもhCGの分泌が多くなっており、こうした現象を起こしやすくなる可能性がある。なお、ピークを過ぎた後のhCGは減少に転じ、胎盤が完成して妊娠の維持がしやすくなった安定期を迎える頃にはかなり少なくなっているが、通常、分娩までは妊娠検査薬が反応する程度の量は優に超えている。

## 化学的流産（Chemical abortion）
妊娠検査薬が一般に広く普及してくると、ごく初期のうちに妊娠を察知できるようになった。そして、超音波診断で胎嚢の存在が確認できるなど臨床上の妊娠の所見がはっきりしてくるよりも前に、生化学的な手法のみから妊娠が判明していた段階で流産が起こる事例も散見されるようになった。このような流産を化学的流産（Chemical abortion）という。流産と名は付くが、妊娠を意識して早い時期にhCGの検査をしていなければ、通常の月経としてしか認識されないまま日常的に起こっているケースも多く、妊娠回数や流産回数には含めない（習慣性流産の対象とならない）。ヒトでは他の動物よりも妊娠成功率が低く、受精卵の不着床（=妊娠不成立）とともに、着床（=妊娠成立）直後～妊娠に気付く前後の超早期流産も自然淘汰としてかなりの割合で発生している。

## 歴史
3500年前（紀元前1500-1300年ごろ）の古代エジプトで書かれたパピルスには、オオムギとコムギを使った妊娠検査方法が書かれており、オオムギをつめた袋とコムギをつめた袋に尿をかけて、それぞれの発芽の速度から小麦なら女子・オオムギなら男子が生まれ、発芽しなければ妊娠していないとした。